# Грушное (Гомельская область)
Грушное (бел. Грушнае) — деревня в Чемерисском сельсовете Брагинского района Гомельской области Белоруссии.

## География

### Расположение
В 20 км на юг от Брагина, 48 км от железнодорожной станции Хойники (на ветке Василевичи — Хойники от линии Калинковичи — Гомель), 139 км от Гомеля.

### Гидрография
Река Брагинка (приток реки Днепр).

## Транспортная система
Транспортные связи по просёлочной, затем автомобильной дороге Комарин — Брагин.
Планировка состоит из 4 прямолинейных улиц, параллельно-меридиональной ориентации. Застройка деревянными домами усадебного типа.

## История
Первое письменное упоминание о Грушном: «Поданъ фундушъ къ церкви Грушенской Покровской владелцемъ господиномъ Антоніемъ Риломъ съ 1730 года и потому самому онымъ наданиемъ земли священники грушенские ползуются. Жилой дворъ съ огородами. Сенокосовъ два возовъ 30. Пахотнаго поля оран кон. по едну руку на 18 дней. Надругу руку островъ Саловица званый на 18 дней. Въ годъ роковщины хлебомъ совсей парохіи чвертокъ 110». В это время село Грушно административно входило в состав Житомирского повета Киевского воеводства (с центром в Бердичеве) Малопольской Провинции Короны Польской (в Судновой Вишне рарасполагался шляхетский сойм, а воеводство во главе со Станиславом Любомирским имело трёх сенаторов). Сведения о первых жителях имеются в метрической книге Грушенской Покровской униатской церкви с 1.01.1765 года. В 1792 году построена новая деревянная Покровская церковь, которую разрушили в 1936 году. С начала XIX века при церкви была школа грамоты, в селе работали речная и ветряная мельницы. В 1908 году село Грушна в Савичской волости. С 8 декабря 1926 года по 30 декабря 1927 года центр Грушенского сельсовета Брагинского района Речицкого, с 9 июня 1927 года Гомельского округов. В 1930 году организован колхоз «Свободный путь», работали ветряная мельница (с 1907 года), кузница, кирпичный завод (1958—1986 годы). В 1989 году в составе колхоза имени В. И. Чапаева (центр — деревня Старые Храковичи).
До 16 декабря 2009 года в составе Храковичского сельсовета.

## Население

### Численность
- 2011 год — 53 хозяйства, 98 жителей.
- 2012 год — 45 хозяйств, 78 жителей.

### Динамика
- 1834 год — 11 дворов.
- 1850 год — 17 дворов.
- 1885 год — 28 дворов 189 жителей.
- 1897 год — 39 дворов, 256 жителей (согласно переписи).
- 1908 год — 58 дворов, 376 жителей.
- 1959 год — 595 жителей (согласно переписи).
- 2004 год — 82 хозяйства, 171 житель.
- 2010 год — 59 хозяйств, 112 жителей.
- 2011 год — 53 хозяйства, 98 жителей.
- 2012 год — 45 хозяйств, 78 жителей.
- 2013 год — 39 хозяйств, 75 жителей.
- 2019 год — 26 хозяйств, 44 жителя.
- 2023 год — 22 хозяйства, 39 жителей.

## Достопримечательность
- Памятник, установленный в честь героев Великой Отечественной войны.